# Ryan Harrison
Pour les articles homonymes, voir Harrison.
Ryan Harrison, né le 7 mai 1992 à Shreveport, est un joueur de tennis américain, professionnel de 2007 à 2023.
Son meilleur classement en simple est 40e mondial, obtenu le 17 juillet 2017. Il a remporté le tournoi de Roland-Garros en double en 2017.

## Carrière
Il a remporté 4 tournois Challenger en simple : à Honolulu en 2011, Savannah en 2013, Happy Valley en 2015 et Dallas en 2017.
En février 2015, lors du tournoi ATP 500 d'Acapulco, il réalise un excellent parcours en atteignant pour la première fois les demi-finales d'un tournoi de cette catégorie. En huitième, il bat Grigor Dimitrov (7-5, 4-6, 6-0), le premier top 10 de sa carrière à sa 23e tentative. Puis en quart, au terme d'un match à suspense il bat le 23e mondial Ivo Karlović (4-6, 7-60, 7-64). En demi, il affronte l'Espagnol David Ferrer et futur vainqueur du tournoi contre qui il remporte le 1er set 6-4 avant de lâcher petit à petit et perdre les deux sets suivants 6-0. Cette performance lui permet de gagner 60 places au classement ATP.
Il remporte le premier tournoi de sa carrière en 2017, à Memphis en battant Nikoloz Basilashvili (6-1, 6-4) en finale.
En double, il remporte les titres ATP à Newport en 2011 et à Atlanta en 2012 avec Matthew Ebden puis à Estoril en 2017 avec Michael Venus.
En Grand Chelem, il passe pour la première fois le second tour en simple lors de l'US Open 2016 en battant le 6e mondial Milos Raonic (64-7, 7-5, 7-5, 6-1). En double, il a atteint les quarts de finale au tournoi de Roland-Garros 2012 avec Matthew Ebden et à l'US Open 2012 avec son frère Christian Harrison avant de s'imposer à Roland-Garros 2017 avec Michael Venus en battant en finale Santiago González et Donald Young.

## Palmarès

### Titre en simple messieurs
| No | Date       | Nom et lieu du tournoi | Catégorie | Dotation  | Surface    | Finaliste            | Score    |          |
| -- | ---------- | ---------------------- | --------- | --------- | ---------- | -------------------- | -------- | -------- |
| 1  | 13-02-2017 | Memphis Open, Memphis  | ATP 250   | 642 750 $ | Dur (int.) | Nikoloz Basilashvili | 6-1, 6-4 | Parcours |

### Finales en simple messieurs
| No | Date       | Nom et lieu du tournoi                      | Catégorie | Dotation  | Surface    | Vainqueur    | Score         |          |
| -- | ---------- | ------------------------------------------- | --------- | --------- | ---------- | ------------ | ------------- | -------- |
| 1  | 24-07-2017 | BB&T Atlanta Open, Atlanta                  | ATP 250   | 642 750 $ | Dur (ext.) | John Isner   | 7-66, 7-67    | Parcours |
| 2  | 31-12-2017 | Brisbane International by Suncorp, Brisbane | ATP 250   | 468 910 $ | Dur (ext.) | Nick Kyrgios | 6-4, 6-2      | Parcours |
| 3  | 23-07-2018 | BB&T Atlanta Open, Atlanta                  | ATP 250   | 668 460 $ | Dur (ext.) | John Isner   | 5-7, 6-3, 6-4 | Parcours |

### Titres en double messieurs
| No | Date       | Nom et lieu du tournoi                               | Catégorie | Dotation     | Surface      | Partenaire    | Finalistes                     | Score            |          |
| -- | ---------- | ---------------------------------------------------- | --------- | ------------ | ------------ | ------------- | ------------------------------ | ---------------- | -------- |
| 1  | 04-07-2011 | Campbell's Hall of Fame Tennis Championships Newport | ATP 250   | 442 500 $    | Gazon (ext.) | Matthew Ebden | Johan Brunström Adil Shamasdin | 4-6, 6-3, [10-5] | Parcours |
| 2  | 16-07-2012 | BB&T Atlanta Open Atlanta                            | ATP 250   | 477 900 $    | Dur (ext.)   | Matthew Ebden | Xavier Malisse Michael Russell | 6-3, 3-6, [10-6] | Parcours |
| 3  | 01-05-2017 | Millenium Estoril Open Estoril                       | ATP 250   | 482 060 €    | Terre (ext.) | Michael Venus | David Marrero Tommy Robredo    | 7-5, 6-2         | Parcours |
| 4  | 30-05-2017 | Roland-Garros Paris                                  | G. Chelem | 16 790 000 € | Terre (ext.) | Michael Venus | Santiago González Donald Young | 7-65, 64-7, 6-3  | Parcours |

### Finales en double messieurs
| No | Date       | Nom et lieu du tournoi                         | Catégorie | Dotation  | Surface    | Vainqueurs                         | Partenaire         | Score              |          |
| -- | ---------- | ---------------------------------------------- | --------- | --------- | ---------- | ---------------------------------- | ------------------ | ------------------ | -------- |
| 1  | 13-02-2017 | Memphis Open Memphis                           | ATP 250   | 642 750 $ | Dur (int.) | Brian Baker Nikola Mektić          | Steve Johnson      | 6-3, 6-4           | Parcours |
| 2  | 23-07-2018 | BB&T Atlanta Open Atlanta                      | ATP 250   | 668 460 $ | Dur (ext.) | Nicholas Monroe John-Patrick Smith | Rajeev Ram         | 3-6, 7-65, [10-8]  | Parcours |
| 3  | 07-01-2021 | Delray Beach Open by VITACOST.com Delray Beach | ATP 250   | 418 195 $ | Dur (ext.) | Ariel Behar Gonzalo Escobar        | Christian Harrison | 65-7, 7-64, [10-4] | Parcours |

## Parcours dans les tournois duGrand Chelem

### En simple
| Année | Open d'Australie | Open d'Australie | Internationaux de France | Internationaux de France | Wimbledon       | Wimbledon        | US Open         | US Open          |
| ----- | ---------------- | ---------------- | ------------------------ | ------------------------ | --------------- | ---------------- | --------------- | ---------------- |
| 2010  | 1er tour (1/64)  | Janko Tipsarević | —                        | —                        | —               | —                | 2e tour (1/32)  | S. Stakhovsky    |
| 2011  | 1er tour (1/64)  | Adrian Mannarino | 1er tour (1/64)          | Robin Söderling          | 2e tour (1/32)  | David Ferrer     | 1er tour (1/64) | Marin Čilić      |
| 2012  | 1er tour (1/64)  | Andy Murray      | 1er tour (1/64)          | Gilles Simon             | 2e tour (1/32)  | Novak Djokovic   | 2e tour (1/32)  | J. M. del Potro  |
| 2013  | 2e tour (1/32)   | Novak Djokovic   | 2e tour (1/32)           | John Isner               | 1er tour (1/64) | Jérémy Chardy    | 1er tour (1/64) | Rafael Nadal     |
| 2014  | 1er tour (1/64)  | Gaël Monfils     | —                        | —                        | 1er tour (1/64) | Grigor Dimitrov  | 1er tour (1/64) | Grigor Dimitrov  |
| 2015  | —                | —                | —                        | —                        | —               | —                | 1er tour (1/64) | Rajeev Ram       |
| 2016  | 1er tour (1/64)  | Andrey Kuznetsov | —                        | —                        | —               | —                | 3e tour (1/16)  | Márcos Baghdatís |
| 2017  | 2e tour (1/32)   | Tomáš Berdych    | 1er tour (1/64)          | Aljaž Bedene             | 2e tour (1/32)  | Tomáš Berdych    | 1er tour (1/64) | Tomáš Berdych    |
| 2018  | 3e tour (1/16)   | Marin Čilić      | 1er tour (1/64)          | Maximilian Marterer      | 2e tour (1/32)  | Adrian Mannarino | 1er tour (1/64) | Kevin Anderson   |
| 2019  | 2e tour (1/32)   | Daniil Medvedev  | —                        | —                        | —               | —                | —               | —                |

N.B. : à droite du résultat se trouve le nom de l'ultime adversaire.

### En double messieurs
| Année | Open d'Australie                                                                          | Open d'Australie                                                                      | Internationaux de France                                                            | Internationaux de France                                                                | Wimbledon                                                                               | Wimbledon                                                                             | US Open                                                                                 | US Open |
| ----- | ----------------------------------------------------------------------------------------- | ------------------------------------------------------------------------------------- | ----------------------------------------------------------------------------------- | --------------------------------------------------------------------------------------- | --------------------------------------------------------------------------------------- | ------------------------------------------------------------------------------------- | --------------------------------------------------------------------------------------- | ------- |
| 2008  | —                                                                                         | —                                                                                     | —                                                                                   | —                                                                                       | —                                                                                       | —                                                                                     | 1er tour (1/32) C. Buchanan \|\| style="text-align:left;" \| T. Robredo S. Roitman      |         |
| 2009  | —                                                                                         | —                                                                                     | —                                                                                   | —                                                                                       | —                                                                                       | —                                                                                     | 2e tour (1/16) K. Van't Hof \|\| style="text-align:left;" \| C. Ball C. Guccione        |         |
| 2010  | —                                                                                         | —                                                                                     | —                                                                                   | —                                                                                       | —                                                                                       | —                                                                                     | 2e tour (1/16) R. Kendrick \|\| style="text-align:left;" \| M. Fyrstenberg M. Matkowski |         |
| 2011  | —                                                                                         | —                                                                                     | —                                                                                   | —                                                                                       | 1er tour (1/32) T. Rettenmaier \|\| style="text-align:left;" \| J. Melzer P. Petzschner | —                                                                                     | —                                                                                       |         |
| 2012  | 1er tour (1/32) R. Sweeting \|\| style="text-align:left;" \| C. Fleming R. Hutchins       | 1/4 de finale M. Ebden \|\| style="text-align:left;" \| Max Mirnyi D. Nestor          | 1er tour (1/32) M. Ebden \|\| style="text-align:left;" \| I. Karlović F. Moser      | 1/4 de finale C. Harrison \|\| style="text-align:left;" \| A.-U.-H. Qureshi J.-J. Rojer |                                                                                         |                                                                                       |                                                                                         |         |
| 2013  | 1er tour (1/32) M. Ebden \|\| style="text-align:left;" \| M. Baghdatís G. Dimitrov        | —                                                                                     | —                                                                                   | —                                                                                       | —                                                                                       | 2e tour (1/16) R. Lindstedt \|\| style="text-align:left;" \| C. Fleming J. Marray     |                                                                                         |         |
| 2014  | 1er tour (1/32) S. Querrey \|\| style="text-align:left;" \| S. Bolelli F. Fognini         | —                                                                                     | —                                                                                   | 1er tour (1/32) Kevin King \|\| style="text-align:left;" \| E. Butorac R. Klaasen       | —                                                                                       | —                                                                                     |                                                                                         |         |
|       |                                                                                           |                                                                                       |                                                                                     |                                                                                         |                                                                                         |                                                                                       |                                                                                         |         |
| 2016  | —                                                                                         | —                                                                                     | —                                                                                   | —                                                                                       | —                                                                                       | —                                                                                     | 1er tour (1/32) A. Krajicek \|\| style="text-align:left;" \| F. López Marc López        |         |
| 2017  | —                                                                                         | —                                                                                     | Victoire M. Venus                                                                   | S. González D. Young                                                                    | 1/4 de finale M. Venus \|\| style="text-align:left;" \| H. Kontinen John Peers          | 1er tour (1/32) M. Venus \|\| style="text-align:left;" \| J. Chardy F. Martin         |                                                                                         |         |
| 2018  | 1er tour (1/32) V. Pospisil \|\| style="text-align:left;" \| R. Bopanna É. Roger-Vasselin | 1er tour (1/32) V. Pospisil \|\| style="text-align:left;" \| F. Delbonis Benoît Paire | 1er tour (1/32) V. Pospisil \|\| style="text-align:left;" \| P. Petzschner Tim Pütz | 1/8 de finale C. Harrison \|\| style="text-align:left;" \| Radu Albot Malek Jaziri      |                                                                                         |                                                                                       |                                                                                         |         |
| 2019  | 1/2 finale Sam Querrey \|\| style="text-align:left;" \| P.-H. Herbert Nicolas Mahut       | —                                                                                     | —                                                                                   | —                                                                                       | —                                                                                       | 1er tour (1/32) Sam Querrey \|\| style="text-align:left;" \| Rajeev Ram Joe Salisbury |                                                                                         |         |
| 2020  | —                                                                                         | —                                                                                     | —                                                                                   | —                                                                                       | Annulé                                                                                  | Annulé                                                                                | 1/8 de finale C. Harrison \|\| style="text-align:left;" \| Rajeev Ram Joe Salisbury     |         |

N.B. : le nom du partenaire se trouve sous le résultat ; le nom des ultimes adversaires se trouve à droite.

### En double mixte
| Année | Open d'Australie | Open d'Australie | Internationaux de France | Internationaux de France | Wimbledon | Wimbledon | US Open                     | US Open                      |
| ----- | ---------------- | ---------------- | ------------------------ | ------------------------ | --------- | --------- | --------------------------- | ---------------------------- |
| 2010  | —                | —                | —                        | —                        | —         | —         | 2e tour (1/8) Melanie Oudin | Liezel Huber Bob Bryan       |
|       |                  |                  |                          |                          |           |           |                             |                              |
| 2016  | —                | —                | —                        | —                        | —         | —         | 1er tour (1/16) C. McHale   | Laura Siegemund Mate Pavić   |
|       |                  |                  |                          |                          |           |           |                             |                              |
| 2019  | —                | —                | —                        | —                        | —         | —         | 1er tour (1/16) C. McHale   | Květa Peschke Wesley Koolhof |

N.B. : le nom de la partenaire se trouve sous le résultat ; le nom des ultimes adversaires se trouve à droite.

## Participation auMasters

### En double
| Année | Ville             | Surface    | Partenaire    | Résultats | Résultat final |
| ----- | ----------------- | ---------- | ------------- | --------- | -------------- |
| 2017  | Londres, O2 Arena | Dur indoor | Michael Venus | 3v, 1d    | Demi-finaliste |

## Parcours dans lesMasters 1000
| Année | Indian Wells             | Miami                 | Monte-Carlo         | Rome                | Madrid               | Canada                   | Cincinnati          | Shanghai               | Paris                 |
| ----- | ------------------------ | --------------------- | ------------------- | ------------------- | -------------------- | ------------------------ | ------------------- | ---------------------- | --------------------- |
| 2010  | 2e tour I. Ljubičić      | 1er tour M. Llodra    | —                   | —                   | —                    | —                        | —                   | —                      | —                     |
| 2011  | 1/8 de finale R. Federer | 1er tour R. Schüttler | —                   | —                   | —                    | —                        | 2e tour N. Djokovic | 2e tour M. Ebden       | —                     |
| 2012  | 1/8 de finale G. Simon   | 2e tour R. Federer    | —                   | —                   | 2e tour J.-W. Tsonga | —                        | 1er tour B. Tomic   | 1er tour Kohlschreiber | —                     |
| 2013  | 2e tour R. Nadal         | 1er tour J. Blake     | —                   | —                   | —                    | —                        | 2e tour D. Ferrer   | —                      | —                     |
| 2014  | 2e tour F. Fognini       | 2e tour Be. Becker    | —                   | —                   | —                    | —                        | —                   | —                      | —                     |
| 2015  | 2e tour K. Nishikori     | 1er tour J. Melzer    | —                   | —                   | —                    | —                        | —                   | —                      | —                     |
| 2016  | 2e tour Marin Čilić      | —                     | —                   | —                   | —                    | 1/8 de finale T. Berdych | —                   | —                      | —                     |
| 2017  | 1er tour D. Džumhur      | 1er tour F. Fognini   | 1er tour L. Pouille | 2e tour Marin Čilić | 2e tour N. Kyrgios   | 2e tour R. Bautista      | 1er tour G. Müller  | 2e tour G. Dimitrov    | 1er tour P. Gojowczyk |
| 2018  | 1er tour F. Delbonis     | 1er tour João Sousa   | —                   | 2e tour M. Čilić    | 2e tour John Isner   | 2e tour Ilya Ivashka     | —                   | —                      | —                     |
| 2019  | 1er tour R. Carballés    | —                     | —                   | —                   | —                    | —                        | —                   | —                      | —                     |

N.B. : sous le résultat se trouve le nom de l’ultime adversaire.

## Victoires sur le top 10
Toutes ses victoires sur des joueurs classés dans le top 10 de l'ATP lors de la rencontre.
| Légende      |
| Grand Chelem |
| Masters 1000 |
| 500 Series   |
| 250 Series   |
| Coupe Davis  |

| # | R.H.   | Tournoi  | Année | Surface | Adversaire      | Rang  | Tour | Score               |
| - | ------ | -------- | ----- | ------- | --------------- | ----- | ---- | ------------------- |
| 1 | no 169 | Acapulco | 2015  | Dur     | Grigor Dimitrov | no 10 | 1/8  | 7-5, 4-6, 6-0       |
| 2 | no 120 | US Open  | 2016  | Dur     | Milos Raonic    | no 6  | 1/32 | 64-7, 7-5, 7-5, 6-1 |

## Classements ATP en fin de saison
| Année          | 2007 | 2008 | 2009 | 2010 | 2011 | 2012 | 2013 | 2014 | 2015 | 2016 | 2017 | 2018 | 2019 | 2020 | 2021 | 2022 | 2023 |
| Rang en simple | 1330 | 742  | 363  | 173  | 79   | 70   | 102  | 190  | 113  | 90   | 47   | 62   | 304  | 473  | 451  | 594  | 846  |
| Rang en double | –    | 751  | 421  | 173  | 157  | 62   | 368  | 105  | 205  | 238  | 16   | 103  | 93   | 263  | 331  | –    | 852  |

Source : (en) Classements de Ryan Harrison sur le site officiel de la Fédération internationale de tennis